# Cornelius Nepos
Cornelius Nepos (kolem 100 př. n. l. – 24 př. n. l.) byl římský spisovatel.
Původem byl Gal. Je autorem rozsáhlé sbírky životopisů římských i neřímských významných mužů. Jeho líčení bylo málo srozumitelné, byl však ve starověku hojně čten, hlavně jako školní četba. Jelikož byl poměrně zámožný, nemusel se zabývat politickým životem, žil v ústraní a věnoval se prakticky pouze psaní.

## Dílo
- Exempla, velmi moralistické dílo, pojednává o vzorech v minulosti.
- De viris illustribus (O slavných mužích, zachovaná část vyšla česky v r. 1977), jednalo se o jeho hlavní dílo, kde spíše zábavnou formou popisuje životopisy slavných Řeků a Římanů. Zachovalo se pouze 23 krátkých životopisů Perských a kartaginských vojevůdců a rozsáhlejší životopisy Catona staršího a Attica. Dílo bylo řazeno podle jednotlivých oborů do knih (jedna vždy byla o cizincích a druhá o Římanech). Králové, vojevůdci, státníci, řečníci, básníci, filosofové, dějepisci, gramatici, tj. celkem 16 knih.
- De Vita Ciceronis
- Chronica